# 17 Dywizja Piechoty „Pavia”
17 Dywizja Piechoty „Pavia” – jeden ze włoskich związków taktycznych piechoty okresu II wojny światowej. W dniach 23 października − 4 listopada 1942 roku dywizja brała udział w II bitwie pod El Alamein.
Dowódcą dywizji był gen. Pietro Zaglio.

## Bibliografia

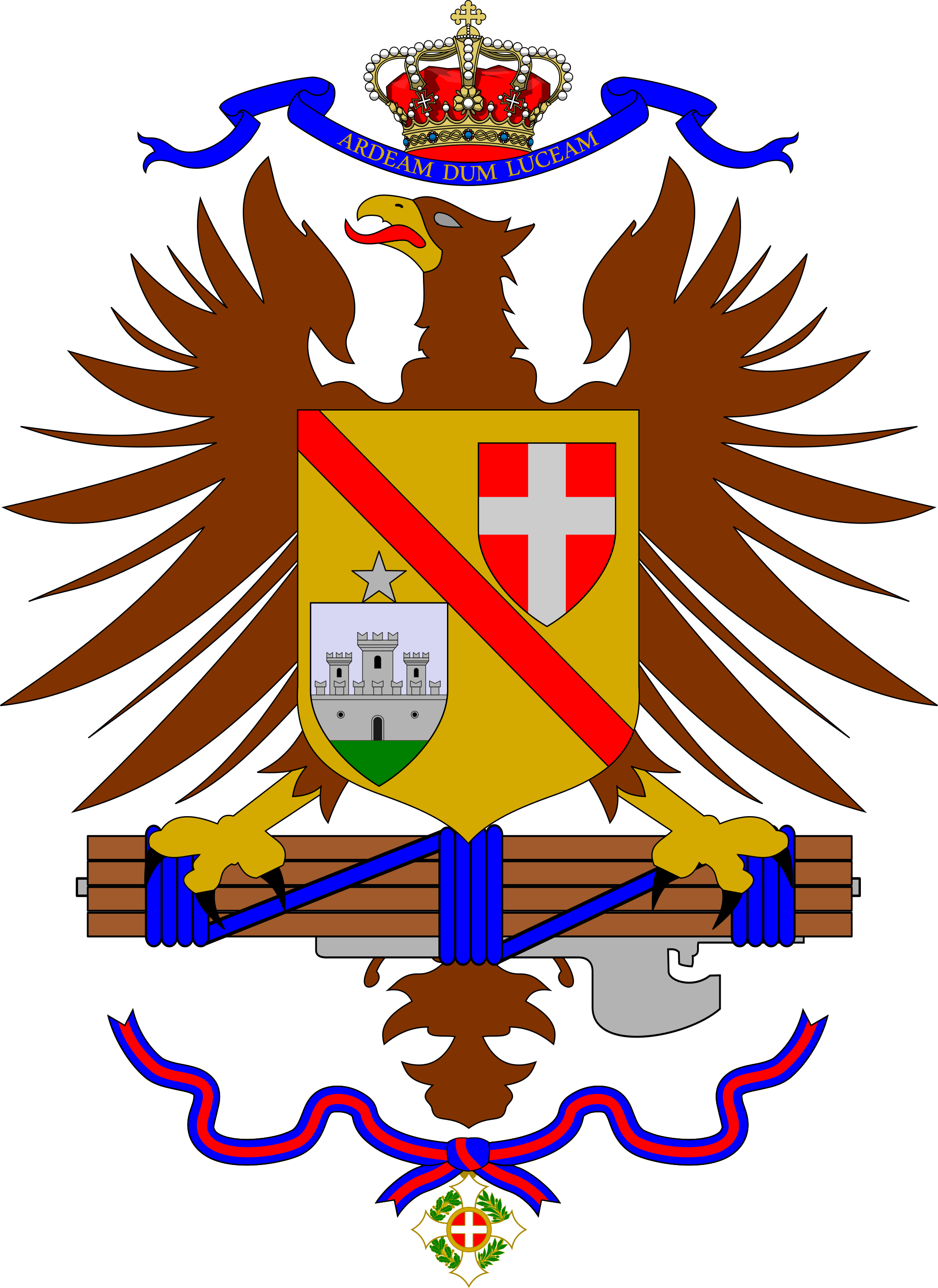
Herb 27 pp „Pavia”, 1939

## Skład w 1940
- 27 pułk piechoty,
- 28 pułki piechoty,
- 26 pułk artylerii,
- 17 batalion ckm,
- 17 batalion pancerny,
- 16 batalion saperów,